# Dinamični vzgon
Dinámični vzgòn je sila, ki nastane zaradi gibanja telesa skozi tekočino in deluje prečno na smer gibanja.
Silo dinamičnega vzgona podaja enačba:
{\displaystyle F_{v}={\frac {1}{2}}c_{v}S\rho v^{2}\!\,.}
Tu je v hitrost gibanja telesa skozi tekočino, S je projekcija površine telesa prečno na smer gibanja, ρ je gostota tekočine, {\displaystyle c_{v}} pa je koeficient dinamičnega vzgona, ki se ga po navadi določa z meritvami.
Dinamični vzgon se pojasni z Bernoullijevo enačbo.
Z dinamičnim vzgonom se lahko pojasni vzgon letala in Magnusov pojav.